# Anhalt-Bitterfeld
Anhalt-Bitterfeld é um distrito (Landkreis) da Alemanha localizado no estado da Saxônia-Anhalt.
Depois de uma reforma dos distritos em Saxônia-Anhalt (em alemão: Kreisreform Sachsen-Anhalt 2007) que entrou em vigor em 1 de julho de 2007, os distritos de Bitterfeld e Köthen foram dissolvidos e juntados ao novo distrito Anhalt-Bitterfeld. Nesta reforma, o distrito recebeu ainda 21 municípios do distrito dissolvido de Anhalt-Zerbst.

## Cidades e municípios
| Cidades | Municípios                              |
| --- | --------------------------------------- |
| 1. Aken (Elbe) 2. Bitterfeld-Wolfen 3. Köthen (Anhalt) 4. Raguhn-Jeßnitz 5. Sandersdorf-Brehna 6. Südliches Anhalt 7. Zerbst 8. Zörbig | 1. Muldestausee 2. Osternienburger Land |